# Velike Lašče
Velike Lašče (en allemand : Großlaschitz) est une commune située dans la région de la Basse-Carniole en Slovénie.

## Géographie
La commune est localisée dans la région historique de Basse-Carniole, au milieu d'un paysage karstique et forestier à environ 30 kilomètres au sud de la capitale Ljubljana.

### Villages
Adamovo, Bane, Bavdek, Borovec pri Karlovici, Boštetje, Brankovo, Brlog, Bukovec, Centa, Četež pri Turjaku, Dednik, Dolenje Kališče, Dolnje Retje, Dolščaki, Dvorska vas, Gorenje Kališče, Gornje Retje, Gradež, Gradišče, Grm, Hlebče, Hrustovo, Jakičevo, Javorje, Kaplanovo, Karlovica, Knej, Kot pri Veliki Slevici, Krkovo pri Karlovici, Krvava Peč, Kukmaka, Laporje, Laze, Logarji, Lužarji, Mački, Mala Slevica, Male Lašče, Mali Ločnik, Mali Osolnik, Marinčki, Medvedjek, Mohorje, Naredi, Opalkovo, Osredek, Pečki, Plosovo, Podhojni Hrib, Podkogelj, Podkraj, Podlog, Podsmreka pri Velikih Laščah, Podstrmec, Podulaka, Podžaga, Polzelo, Poznikovo, Prazniki, Prhajevo, Prilesje, Purkače, Pušče, Rašica, Rob, Rupe, Sekirišče, Selo pri Robu, Sloka Gora, Srnjak, Srobotnik pri Velikih Laščah, Stope, Strletje, Strmec, Ščurki, Škamevec, Škrlovica, Tomažini, Turjak, Ulaka, Uzmani, Velika Slevica, Velike Lašče, Veliki Ločnik, Veliki Osolnik, Vrh, Zgonče et Žaga.

## Histoire

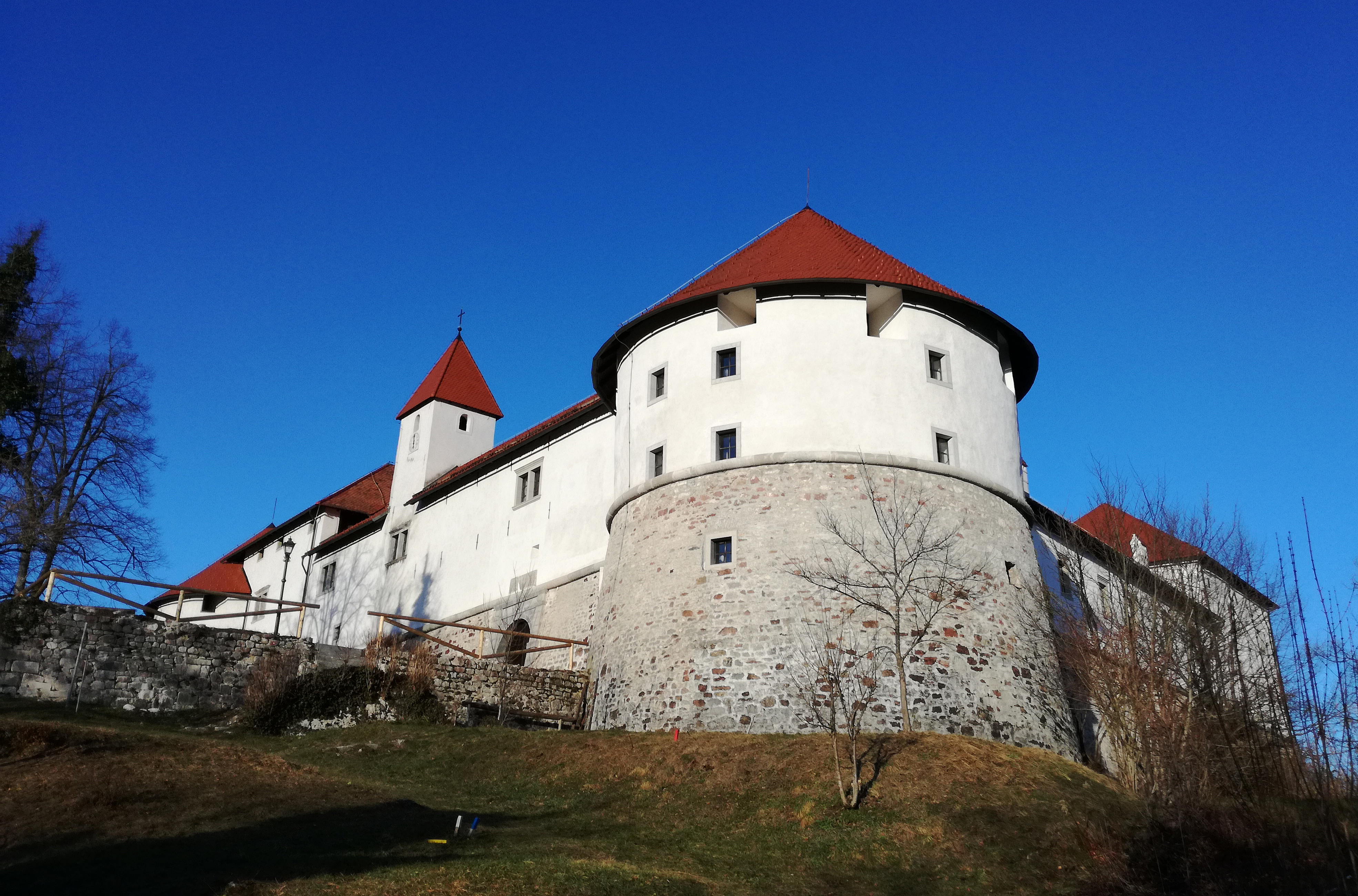
Le château d'Auersperg (Turjak).

Le lieu fut mentionné pour la première fois en 1145. Pendant des siècles, il faisait partie du margraviat puis du duché de Carniole, l'un des territoires héréditaires des Habsbourg. La municipalité actuelle est bien connue pour le château de Turjak, ancienne résidence de la famille Auersperg construite vers 1067 sur un plateau au-dessus de la route de Ljubljana à Kočevje. La dynastie originaire d'Ursberg en Souabe est prétendument venue ici après la défaite Magyars à la bataille du Lechfeld en 955.
Jusqu'à la fin de la Première Guerre mondiale et la dissolution de la monarchie austro-hongroise en 1918, le bourg appartenait au district de Kočevje (Gottschee), l'un des 11 Bezirkshauptmannschaften en province de Carniole. Le château des Auersperg, endommagé lors de la Seconde Guerre mondiale, fut restauré et il est ouvert aux visiteurs.

## Démographie
Entre 1999 et 2021, la population de la commune de Velike Lašče a légèrement augmenté jusqu'à dépasser les 4 500 habitants,.
Évolution démographique
| 1999  | 2000  | 2001  | 2002  | 2003  | 2004  | 2005  | 2006  | 2007  |
| ----- | ----- | ----- | ----- | ----- | ----- | ----- | ----- | ----- |
| 3 599 | 3 642 | 3 678 | 3 767 | 3 815 | 3 937 | 3 961 | 4 062 | 4 087 |
| 2008  | 2009  | 2010  | 2011  | 2012  | 2013  | 2014  | 2015  | 2016  |
| 4 153 | 4 110 | 4 154 | 4 155 | 4 201 | 4 240 | 4 206 | 4 188 | 4 264 |
| 2017  | 2018  | 2019  | 2020  | 2021  |       |       |       |       |
| 4 303 | 4 303 | 4 351 | 4 410 | 4 520 |       |       |       |       |

## Personnages célèbres
- Primož Trubar (1508-1586), réformateur protestant ;
- Fran Levstik (1831-1887), écrivain, activiste, dramaturge et critique littéraire ;
- Josip Stritar (1836-1923), écrivain.

Grâce à l'action de ces trois hommes, on peut qualifier Velike Lašče comme un berceau de la culture slovène.

## Jumelage
La commune de Velike Lašče est jumelée avec :
- Lützelflüh (Suisse) depuis 2004